# Monti Ukėlajat
I Monti Ukėlajat (in russo Укэлаят? sono una catena montuosa dell'Estremo Oriente Russo, si trovano nel Territorio della Kamčatka e fanno parte dell'altopiano dei Coriacchi. La catena si erge lungo il lato meridionale della valle dell'Ukėlajat e si estende in direzione est-ovest con la sua estremità orientale presso il mare di Bering, tra la baia Dežnëva e la baia Anastasii.
La catena comprende la vetta più alta dell'altopiano dei Coriacchi: il monte Ledjanaja (2 562 m); sempre tra gli Ukėlajat, nel bacino del fiume omonimo si trova uno dei più grandi ghiacciai dell'altopiano: lo Složnyj (4,4 km²). In totale, ci sono 344 ghiacciai sulle cime degli Ukėlajat e nell'area del Ledjanaja, per una superficie di 102,5 km².
La vegetazione è rappresentata dalla tundra di montagna, dalla betulla nana e, nelle ampie valli fluviali, da boschetti di salici arbustivi (Salix pulchra, Salix alaxensis, Salix krylovii). La catena montuosa è l'habitat delle pecore delle nevi.